# Greg Boyer
Greg Boyer (Washington D.C., 25 september 1958) is een Amerikaan die trombone speelt.
Hij heeft onder meer gespeeld met Sheila E., Bootsy Collins, George Clinton & Parliament (later de P.Funk All-Stars), Hank Williams jr., the GAP Band, Chuck Brown en Third World. Sinds 2001 werd hij vooral bekend door zijn samenwerking met Prince.
Boyer begon op zijn tiende altsaxofoon te spelen. Tevens bespeelde hij de tuba en de trombone. Op zijn vijftiende werd Boyer lid van de band "Chosen Few". Vanaf zijn zestiende speelde hij bij de St. Mary's College jazzband en leerde zichzelf gitaar, basgitaar en piano spelen. In de laatstgenoemde band speelden ook Bennie Cowan en Scott Taylor. Boyer zou later samen met Cowan en Taylor in de hoornsectie zitten van Parliament. In 1977 stopte Boyer met zijn studie om zich geheel op de muziek te concentreren. Hij werd uitgenodigd door R. "Skeet" Curtis om auditie te doen voor de hoornsectie van Parliament. Hij werd aangenomen en speelde 19 jaar bij deze band van George Clinton als trombonist.
De hoornsectie van Parliament speelde niet alleen met Clinton maar deed ondertussen ook andere P-funk projecten. Wanneer zo'n gelegenheid zich voordeed noemden zij zichzelf The Baltimore Connection. Ze speelden samen met Stanley Clarke, Al Green, Crystal Waters en anderen.
Boyer was bekend bij de Parliament vanwege zijn acrobatiek, het draaien met zijn instrument en zijn jazzsolo's op het podium tijdens de concerten. Hij schreef de muziek speciaal voor de hoornsectie en was medeverantwoordelijk voor het speciale geluid van de band. In 1996 verliet hij de band vanwege creatieve onenigheid. Hij nam bewust een jaar vrij en werd daarna door Maceo Parker gevraagd om mee te toeren. Parker bracht Boyer later in contact met Prince en op die manier werd Boyer lid van de hoornsectie van de band NPG.
In juli 2009 trad Boyer voor het eerst op met zijn eigen band The Greg Boyer Peloton in de Micho's in Reisterstown, Maryland in de Verenigde Staten.

## Trivia
- Boyer bespeelt de "medium bore Amrein Schneider no. 9 trombone" met een "Todd Clontz mondstuk".
- In 2007 speelde Boyer op het North Sea Jazz Festival samen met Maceo Parker en Candy Dulfer.

- Bibliothèque nationale de France: cb145133292 (data)
- Gemeinsame Normdatei: 135305829
- International Standard Name Identifier: 0000 0000 5521 3864
- MusicBrainz: acd58512-c0ee-4f1c-8761-96d0b2d694be
- Réseau des bibliothèques de Suisse occidentale: 02-A009347306
- Système universitaire de documentation: 077442792
- Virtual International Authority File: 54380449
- WorldCat: E39PBJk8TY9F98gtyxcXwCBMfq